# Elīna Garanča

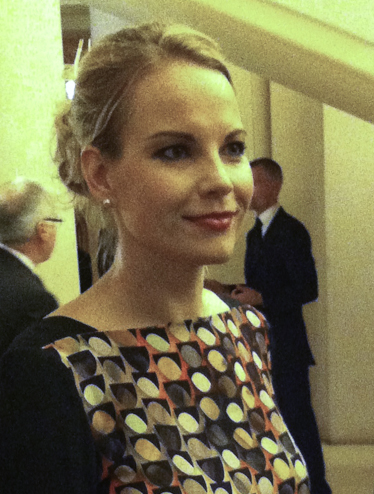
Elīna Garanča (2012)

Elīna Garanča (* 16. September 1976 in Riga, damals Lettische Sozialistische Sowjetrepublik) ist eine lettische Opernsängerin (Mezzosopran).

## Leben und Wirken
Elīna Garanča stammt aus einer Musikerfamilie. Ihr Vater Jānis Garančs (* 1948) ist Chordirigent, ihre Mutter Anita Garanča (1949–2015) war Professorin für Gesang an der Musikakademie in Riga und Vokalpädagogin an der Lettischen Nationaloper. Ursprünglich interessierte sich Elīna Garanča für das Musical, nach Beendigung der Schulzeit entschied sie sich für das Opernfach und studierte Gesang an der Lettischen Musik-Akademie bei ihrer Mutter und bei Sergej Martinov, dann in den USA, in Amsterdam und bei Irina Gavrilovici in Wien. Nach dem Sieg beim Internationalen Mirjam-Helin-Gesangswettbewerb in Finnland folgten Engagements am Staatstheater Meiningen und bis 2002 als Ensemblemitglied an der Oper Frankfurt.
Der internationale Durchbruch gelang Garanča 2003 in der Rolle des Annio (Hosenrolle) in Mozarts La clemenza di Tito bei den Salzburger Festspielen (Dirigent: Nikolaus Harnoncourt, Regie: Martin Kušej), wo sie ein Jahr später auch als Dorabella in Così fan tutte auftrat.
Nach ihrem Debüt im Jahr 2003 an der Wiener Staatsoper als Lola in Cavalleria rusticana folgten dort zahlreiche weitere Engagements, unter anderem als Charlotte in Werther, als Octavian (Der Rosenkavalier), Cherubino (Le nozze di Figaro), Jane Seymour (Anna Bolena), Adalgisa (Norma), Kundry (Parsifal), als Dorabella, Dalila und Carmen. Als Dorabella war sie 2005 an der Pariser Opéra Bastille in der Produktion von Patrice Chéreau zu erleben.
Ihr Debüt am Londoner Royal Opera House erfolgte 2007 mit Così fan tutte, später sang sie hier auch den Romeo in Bellinis I Capuleti e i Montecchi und in Carmen. Als Carmen stand sie 2007 zum ersten Mal an der Lettischen Nationaloper auf der Bühne, unter der musikalischen Leitung ihres Ehemannes Karel Mark Chichon.
2008 folgte das Debüt an der New Yorker Metropolitan Opera als Rosina in Il barbiere di Siviglia. Sie gastierte dort seitdem regelmäßig, zum Beispiel als Sesto in La clemenza di Tito, Angelina in La Cenerentola, Sara in Roberto Devereux, Margarete in La damnation de Faust, als Carmen und Octavian.
Ihr Debüt bei den Bayreuther Festspielen gab sie 2023 als Kundry in Jay Scheibs Neuproduktion von Parsifal. Zudem gastierte sie bei zahlreichen internationalen Festspielen. So übernahm sie 2001 bei den Savonlinna-Opernfestspielen die Rolle der Maddalena in Rigoletto und trat 2005 als Dorabella beim Festival in Aix-en-Provence auf. Bei den Opernfestspiele Arena di Verona war sie 2022 als Carmen zu hören. Weiters sang sie beim Lucerne Festival, Rheingau-Musik Festival, Beethovenfest Bonn oder bei den Osterfestspielen Baden-Baden (2018 mit Berliner Philharmonikern unter der Leitung von Simon Rattle).
Ihr Repertoire als Konzert-  und Liedsängerin umfasst Lieder von Schubert, Schumann, Brahms, de Falla, Berg, Sibelius, Strauss, Wagner (Wesendonck-Lieder) und Mahler (Rückert-Lieder) sowie geistliche Werke von u. a. Bach, Mozart, Beethoven (Missa Solemnis), Vivaldi, Rossini, Verdi (Messa da Requiem), Bruckner (Te Deum) oder auch die Soli in Mahlers 3. Sinfonie. und der Alt-Rhapsodie von Brahms. 2011 sang sie zur Eröffnung des Wiener Opernballs die Arie Mon cœur s’ouvre à ta voix aus der Oper Samson et Dalila von Camille Saint-Saëns. Traditionell ist ihr Engagement seit 2008 beim jährlich stattfindenden Open-Air-Konzert Klassik unter Sternen vor dem österreichischen Stift Göttweig.
Garanča ist mit dem Dirigenten Karel Mark Chichon verheiratet und hat zwei Töchter. Garanča spricht Deutsch, seit sie 1998 an das Staatstheater in Meiningen engagiert wurde.

## Musikaufnahmen und Medien
Garanča veröffentlichte 2005 bei den Virgin Classics eine Arien-CD mit Werken von Mozart, die mit der Editor’s choice in Gramophone ausgezeichnet wurde. Seit 2006 ist sie bei der Deutschen Grammophon unter Vertrag. Garanča zählte ab November 2010 zu den Moderatoren der Late-Night-Show Arte Lounge beim Fernsehsender Arte.

## Auszeichnungen
- 2006: Europäischer Solistenpreis
- 2007 und 2009: Echo Klassik in der Kategorie „Sängerin des Jahres“
- 2013: Österreichische Kammersängerin[13]
- 2013 und 2015: Echo Klassik in der Kategorie „Solistische Einspielung“ des Jahres/Gesang (Duette/Opernarien)
- 2020: Opus Klassik, Kategorie Sängerin des Jahres, für Sol y Vida (Auszeichnung geteilt mit der Sopranistin Marlis Petersen)
- 2022: Österreichischer Musiktheaterpreis – Medien-Sonderpreis[14]

## Opernrepertoire (Auswahl)
- Bellini: Romeo in I Capuleti e i Montecchi
- Bellini: Adalgisa in Norma
- Berlioz: Margarethe in La damnation de Faust
- Bizet: Titelrolle in Carmen
- Cilea: Fürstin von Bouillon in Adriana Lecouvreur
- Donizetti: Léonor in La favorite
- Donizetti: Giovanna Seymour in Anna Bolena
- Donizetti: Sara in Roberto Devereux
- Giordano: Bersi in Andrea Chénier
- Gounod: Stéphano in Roméo et Juliette
- Massenet: Charlotte in Werther
- Mozart: Sest in La clemenza di Tito
- Mozart: Cherubino in Le nozze di Figaro
- Mozart: Dorabella in Così fan tutte
- Offenbach: Nicklausse in Hoffmanns Erzählungen
- Rossini: Rosina in Il barbiere di Siviglia
- Saint-Saëns: Dalila in Samson et Dalila
- Richard Strauss: Octavian in Der Rosenkavalier
- Johann Strauss: Prinz Orlofsky in Die Fledermaus
- Verdi: Amneris in Aida
- Verdi: Eboli in Don Carlos
- Verdi: Mrs. Meg in Falstaff
- Wagner: Venus in Tannhäuser
- Wagner: Kundry in Parsifal
- Mascagni: Santuzza und Lola in Cavalleria rusticana

## Diskografie (Auswahl)
CD-Gesamtaufnahmen
- Ieskacies acīs; Mit Marija Naumova, Niks Matvejevs (Baltic Records Group; 2000)
- Anna: Opera Arias (Deutsche Grammophon; 2003)
- Vivaldi: Bajazet (als Andronico) Europa Galante, Fabio Biondi (Virgin; 2005)
- Bellini: Norma (als Adalgisa). Staatsphilharmonie Rheinland-Pfalz, Friedrich Haider (Nightingale; 2005)
- Rossini: in Il Barbiere di Siviglia (als Rosina). Münchner Rundfunkorchester, M. Gómez-Martínez (Sony; 2006)
- Anna Netrebko: Souvenirs (Barcarolle aus Les Contes d’Hoffmann) (Deutsche Grammophon; 2008)
- Bellini: I Capuleti e i Montecchi (als Romeo) (Deutsche Grammophon; 2009)

CD-Auswahlaufnahmen
- Arie Favorite. Latvian National Symphony Orchestra, Alexandrs Vilumanis (Ondine; 2001)
- Mozart: Opera & Concert Arias; Camerata Salzburg, Louis Langrée (Virgin; 2005)
- The Mozart Album. Mit u. a. Netrebko, Quasthoff, Terfel, Pape  (Deutsche Grammophon; 2006)
- Die Operngala der Stars – live aus Baden-Baden. Mit u. a. Netrebko, Vargas, Tezier; Marco Armiliato. (Deutsche Grammophon; 2007)
- Aria Cantilena. Staatskapelle Dresden; Fabio Luisi (Deutsche Grammophon; 2007)
- Bel Canto.Dirigent: Roberto Abbado (Deutsche Grammophon; 2009)
- Habanera. Mit Karel Mark Chichon, Orchestra Sinfonica Nazionale della RAI (Deutsche Grammophon; 2010)
- Romantique. Yves Abel, Filarmínica del Teatro Comunale de Bolonia (Deutsche Grammophon; 2012)
- Elīna – The Best of Elīna Garanča (Deutsche Grammophon; 2013)
- Meditation. Mit Karel Mark Chichon, Deutsche Radio Philharmonie Saarbrücken Kaiserslautern, Latvian Radio Chorus (Deutsche Grammophon; 2014)
- Revive. Orquestra de la Comunitat Valenciana, Dirigent: Roberto Abbado  (Deutsche Grammophon; 2016)

DVD-Gesamtaufnahmen
- Massenet: Werther (als Charlotte) Wiener Staatsoper 2005 (TDK; 2005)
- Mozart: La clemenza di Tito (als Annio). Salzburger Festspiele 2003 (TDK; 2006)
- Mozart: Così fan tutte (als Dorabella). Festival Aix-en-Provence 2005 (Virgin; 2006)
- Rossini: La Cenerentola (als Angelina) Metropolitan Opera 2009 (Deutsche Grammophon; 2010)
- Bizet Carmen (als Carmen) Mit u. a. Roberto Alagna. Metropolitan Opera 2009 (2010)
- Donizetti: Anna Bolena (als Jane Seymour) Wiener Staatsoper 2011 mit Anna Netrebko (Deutsche Grammophon; 2011)

DVD-Auswahlaufnahmen
- Operdziedataja uz skritulslidam (Primadonna on Rollerskates) Dokumentary feature/Rigas kinostudija (2002)
- The Opera Gala – live from Baden-Baden mit Netrebko, Vargas, Tezier; M. Armiliato (Deutsche Grammophon; 2007)

## Publikationen
- Wirklich wichtig sind die Schuhe. Autobiografie. Verlag Ecowin, Salzburg 2013, ISBN 978-3-7110-0045-3.
- Zwischen den Welten: Mein Weg auf die großen Opernbühnen. Autobiografie. Verlag Ecowin, Salzburg 2019, ISBN 978-3-7110-0233-4.